# Binecuvântați animalele și copiii (film)

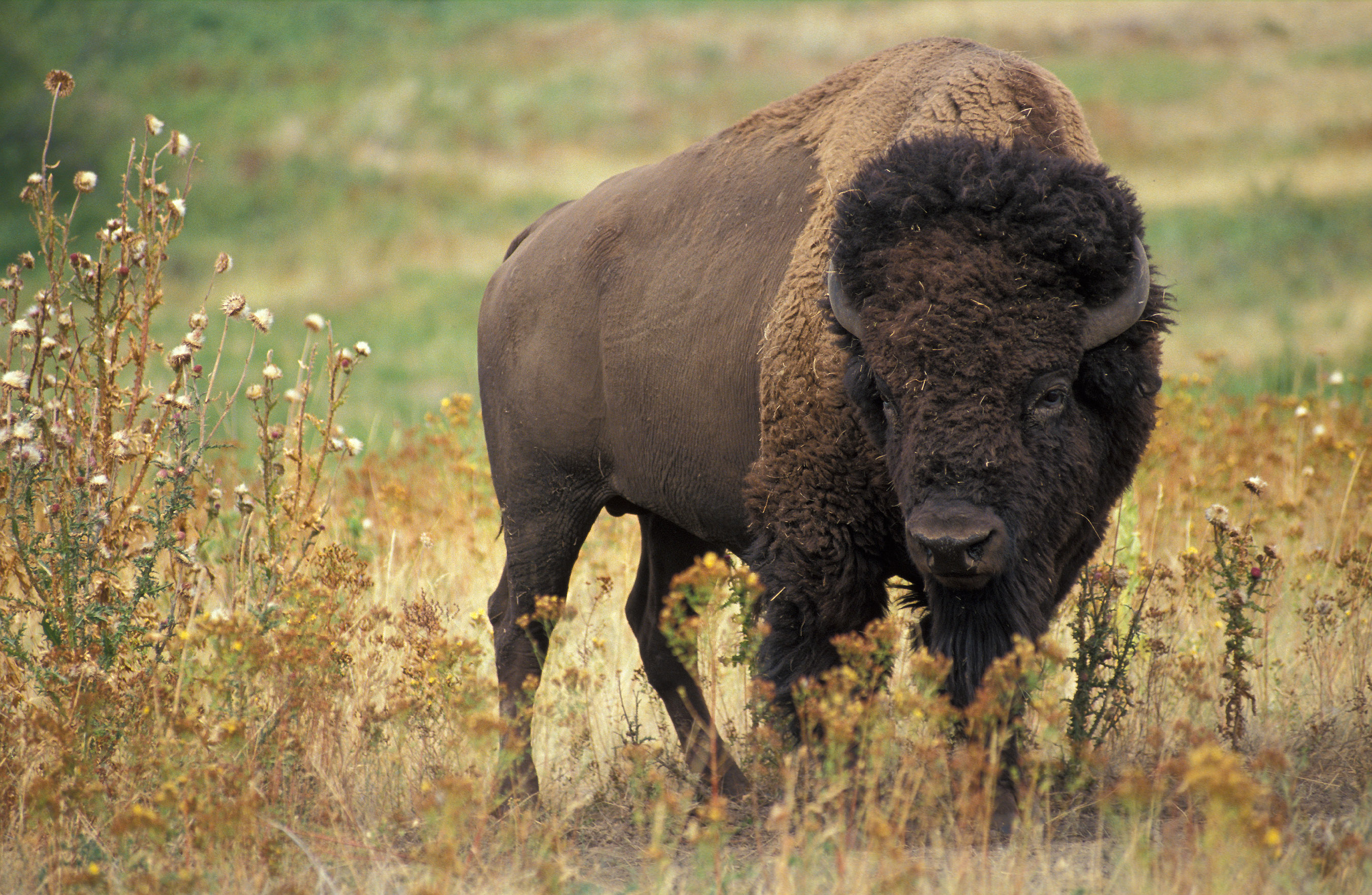
Bizonul american, din filmul Binecuvântați animalele și copiii

Binecuvântați animalele și copiii (la data apariției grafiat Binecuvîntați animalele și copiii; titlul original: în engleză Bless the Beasts & Children) este un film de comedie dramatică american, realizat în 1971 de regizorul Stanley Kramer, după romanul omonim a scriitorului Glendon Swarthout, protagoniști fiind actorii Bill Mumy, Barry Robins, Miles Chapin, Jesse White. 

## Conținut
Un grup de șase adolescenți, trimiși într-o tabără de vară de părinții lor, care sunt prea ocupați pentru a avea grijă de ei, par incapabili să se integreze în grup. Sunt considerați retardați atât de tovarășii lor, precum și de managerul antipatic al taberei numită Arizona Box Canyon Boys Camp. John Cotton devine liderul acestor copii marginalizați și considerați proscriși, numiți în mod degradant „scutecari”, care până acum nu au reușit să-și dezvolte încrederea în forțele proprii. Umilit și ridiculizat de ceilalți, Cotton a reușit să le dezvolte în curând simțământul de încredere protejaților săi. El își propune să-și formeze oamenii într-o unitate solidară, care pretinde respect și respinge batjocura. Slujba lui devine și mai provocatoare atunci când doi băieți noi, evident cu tulburări grave, sosesc în tabără: este vorba de doi frați care au caractere opuse, care sunt numiți doar „Lally 1” și „Lally 2”. Lally 1 răspunde amenințărilor la adresa integrității sale emoționale cu răbufniri de furie care adesea îl lovesc pe fratele său mai mic, Lally 2. Lawrence Teft III este un alt băiat cu probleme, care este atins la coarda sensibilă când i se vorbește autoritar. A ajuns în tabără ca un caz greu de educat, pentru că hobbyul său preferat este furtul de mașini. Grupului condus de Cotton se alătură și grăsuțul Sammy, băiatul unui comediant de succes, care imită mereu programul tatălui său, este un tip enervant, mereu gălăgios, un pachet de nervi altfel zis. Cel de-al șaselea din grup este Gerald Goodenow, din care tatăl vitreg voia să formeze un adevărat bărbat, prin metode cam grosolane. Toate aceste comportamente, care explică prezența acestor copii și adolescenți „deranjați” în tabără, sunt dezvăluite pe parcursul filmului, prin flashback-uri.
Într-o zi, acești băieții sensibili și neadaptați sunt surprinși de un eveniment care îi provoacă în toate privințele. O nemulțumire totală pune stăpânire pe ei, auzind că un grup de cowboy voinici și foarte insensibili intenționează să ucidă în ziua următoare, o turmă de bizoni care îi deranjau la lucru. Astfel, în timpul nopții, Cotton conduce grupul de băieți la bizonii îngrădiți, pentru a elibera cireada. Ușor de zis, însă greu de făcut, pentru că animalele oarecum stupide nu înțeleg ce intenționează băieții și nu fug așa cum sperau. În schimb, se poate ajunge la o catastrofă, în cazul unei confruntări cu vânătorii care vor să măcelărească bizonii. Cotton credea că prin eliberarea bizonilor de către băieți, îi va ajuta pe aceștia la eliberarea lor interioară de toate constrângerile la care îi supun ceilalți, însă moare în efortul său curajos, fiind nimerit de glonțul unui vânător.

## Distribuție
- Bill Mumy – Lawrence Teft III
- Barry Robins – John Cotton
- Miles Chapin – Sammy Shecker
- Darel Glaser – Gerald Goodenow
- Bob Kramer – Lally 1
- Marc Vahanian – Lally 2
- Jesse White – tatăl lui Shecker
- Ken Swofford – Wheaties
- Elaine Devry – mama lui Cotton
- David Ketchum – directorul taberei (creditat ca Dave Ketchum)
- Bruce Glover – un escroc
- Wayne Sutherlin – un escroc
- Vanessa Brown – mama lui Goodenow
- William Bramley – tatăl vitreg al lui Goodenow
- Charles H. Gray – căpitanul Cotton
- Vincent Van Lynn – dl. Teft
- June C. Ellis – Mom
- Frank Farmer – doctorul
- Jeff Smart – tânărul Shooter

## Coloana sonoră
- Melodia de titlu „Bless the Beasts and the Children”, interpretat de Karen Carpenter și fomația The Carpenters[1]

Coloana sonoră a filmului a fost compusă de Barry De Vorzon și Perry Botkin Jr.. Înregistrare lor a inclus o selecție instrumentală intitulată „Cotton’s Dream”, care a fost recompusă mai târziu pentru a deveni piesa tematică a telenovelei Tânăr și neliniștit; acest lucru a fost produs de compania de televiziune Columbia, acum Sony Pictures Television. La începutul lunii august 1976, când programul sportiv Wide World of Sports al companiei de televiziune americană ABC a realizat un montaj despre aportul gimnastei române Nadia Comăneci la Jocurile Olimpice de vară din 1976 din Montréal și a folosit piesa „Cotton's Dream” ca fundal sonor, melodia a obținut o mare popularitate;
ulterior a fost lansată într-o formă reeditată și prelungită sub numele de „Nadia's Theme”, titlu sub care a devenit cea mai cunoscută. Nadia nu a efectuat niciodată exerciții la sol folosind această piesă muzicală. Totuși, De Vorzon și Botkin Jr. au scris și versuri pentru „Cotton's Dream”, dar nici o versiune vocală a acesteia nu se știe că ar fi înscrisă în clasamentele de succes. Coloana sonoră a filmului conține, de asemenea, melodia de fond mai sus menționată, interpretată de The Carpenters.
Celelalte melodii din film:
- „Cotton's Dream” (de asemenea cunoscută ca „Nadia's Theme” / „Tema Nadiei”), compusă de Barry De Vorzon și Perry Botkin Jr.
- „Down the Line” (nemenționat), compusă de Barry De Vorzon și Perry Botkin Jr., interpretată de Barry De Vorzon
- „Lost” compusă de Barry De Vorzon și Perry Botkin Jr.

Performed by Renée Armand
- „Semper Fidelis” (nemenționat), compusă de John Philip Sousa

## Premii și nominalizări
- 1971 Nominalizare la Ursul de Aur (Berlinale)
- 1971 Trofeul Interfilm - recomandare specială - lui Stanley Kramer
- 1971 Trofeul OCIC - lui Stanley Kramer
- 1972 Nominalizare la Oscar pentru cea mai bună melodie originală : Perry Botkin Jr. și Barry De Vorzon
- 1972 Nominalizare la Premiile Grammy pentru cea mai bună coloană sonoră

## Literatură
- Swarthout, Glendon, Binecuvântați animalele și copiii, tradus de Zoe Manolescu, București, 1980: Editura Univers, Colecția Globus, 176 pag.